# Phycolimnoria stephenseni
Phycolimnoria stephenseni is een pissebed uit de familie Limnoriidae. De wetenschappelijke naam van de soort is voor het eerst geldig gepubliceerd in 1957 door Robert J. Menzies.